# Naoki Higashida
Naoki Higashida (Kimitsu, 1992) é um escritor japonês conhecido por, em decorrência de não ser oralizado, escrever utilizando uma prancha alfabética.
Foi diagnosticado com autismo aos 5 anos de idade, em 1998. Nesta mesma época, passou a frequentar uma escola voltada pra crianças com deficiência. Publicou seu primeiro livro, O que me faz pular, em 2006, aos 13 anos de idade, pelo qual passou a ser reconhecido pela imprensa e pela crítica.
Aprendeu a soletrar usando uma prancha alfabética com a ajuda de sua mãe e de uma professora. Para escrever, Hiragashi aponta para as letras que, quando tocadas, têm o som emitido por algum ajudante. No entanto, Hiragashi declarou à revista Time que também escreve utilizando o teclado de seu computador.